# Progiraffa
Progiraffa és un gènere extint de giràfid que visqué durant el Miocè. Fou descrita per Pilgrim el 1908.
Se n'han trobat restes fòssils al Pakistan i a l'Índia. Se n'ha descrit una única espècie: P. exigua.